# 冈茨-马瓦格机车车辆工厂
冈茨-马瓦格机车车辆工厂（匈牙利語：Ganz–MÁVAG Mozdony-, Vagon- és Gépgyár），简称冈茨-马瓦格（匈牙利語：Ganz–MÁVAG），是匈牙利历史上一家大型机械工业企业和铁路机车车辆制造商，于1959年由冈茨车辆厂（Ganz）与马瓦格机车厂（MÁVAG）合并成立，公司总部位于首都布达佩斯第八区约瑟夫城，工厂的主要产品包括柴油机车、电力机车、柴油动车组、水轮机、涡轮发电机、工业用泵、压缩机等动力机械。1987年12月，匈牙利政府决定将冈茨-马瓦格分拆为7家国营企业，其中冈茨机械公司（Ganz Gépgyár Vállalat）继承了前者的大部分主要业务，实际为冈茨-马瓦格在法律意义上的继承者。1989年，匈牙利在政治体制变革后逐步从计划经济转轨到市场经济，并伴随着私有化进程开始实施积极引进外资的政策。同年，英国的特尔福思控股公司（Telfos Holdings）以1900万美元购买了冈茨机械公司的51%股份，公司更名为冈茨-亨斯莱特有限公司（Ganz-Hunslet Co. Ltd.）。1992年至1993年间，奥地利颜巴赫运输系统有限公司逐步收购了特尔福思控股公司的全部股份，冈茨-亨斯莱特成为颜巴赫运输系统公司旗下的工厂之一。

## 参看
- 冈茨公司
- 马瓦格机车厂
- 冈茨-詹德拉西克柴油机